# Settara
Settara (em árabe: السطارة) é uma cidade e comuna localizada na província de Jijel, Argélia. Segundo o censo de 2008, a população total da cidade era de 15 155 habitantes.